# María Paz Chidichimo
María Paz Chidichimo es una oceanógrafa argentina e investigadora del CONICET. Fue becaria doctoral en el Instituto Max Planck de Meteorología y realizó un postdoctorado en la Escuela de Oceanografía de la Universidad de Rhode Island. Su área de investigación abarca la forma en que las corrientes oceánicas se ven afectadas por el cambio climático y el impacto que el cambio climático tiene sobre la salud de los océanos. Es investigadora asociada en el Departamento de Oceanografía del Servicio de Hidrografía Naval.
Es una de las autoras principales del Capítulo 1 del Informe especial sobre los océanos y la criósfera en un clima cambiante para el IPCC y del material suplementario.

## Biografía
Chidichimo estudió en la Facultad de Ciencias Exactas y Naturales de la Universidad de Buenos Aires, donde se recibió en 2006 de Licenciada en Ciencias Oceanográficas, con una tesis dirigida por Carolina Vera. Entre 2006 y 2010 realizó su tesis de doctorado en Alemania bajo la dirección de Jochem Marotzke y Torsten Kanzow, en el Instituto Max-Planck de Meteorología en Hamburgo. Entre 2010 y 2013 realizó un postdoctorado en la Universidad de Rhode Island, EE. UU. 
En 2016 fue seleccionada para participar en una reunión en Mónaco que definiría los contenidos del Reporte Especial sobre el Océano y la Criósfera en un Clima Cambiante para el IPCC. Chidichimo fue una de las autoras principales del capítulo 1 y del material suplementario del capítulo.
Es además miembro del Consejo Consultivo Internacional Técnico-Estratégico del proyecto AtlantOS, un proyecto que busca optimizar y mejorar los sistemas de observación del Océano Atlántico.

## Publicaciones (selección)
- KERSALÉ, M.; MEINEN, C. S.; PEREZ, R. C.; LE HÉNAFF, M.; VALLA, D.; LAMONT, T.; SATO, O. T.; DONG, S.; TERRE, T.; VAN CASPEL, M.; CHIDICHIMO, M. P.; VAN DEN BERG, M.; SPEICH, S.; PIOLA, A. R.; CAMPOS, E. J. D.; ANSORGE, I.; VOLKOV, D. L.; LUMPKIN, R.; GARZOLI, S. L. Highly variable upper and abyssal overturning cells in the South Atlantic. Science Advances, vol. 6, No. 32, 2020. DOI: 10.1126/sciadv.aba7573.
- CHIDICHIMO, M. P.; DONOHUE, K. A.; WATTS, D. R.; TRACEY, K. L. Baroclinic transport time series of the Antarctic Circumpolar Current measured in Drake Passage. JOURNAL OF PHYSICAL OCEANOGRAPHY, 2014 vol. 44 p. 1829 - 1853. DOI: 10.1175/JPO-D-13-071.1.
- CHIDICHIMO, M. P.; KANZOW, T.; CUNNINGHAM, S.; JOHNS, W. E.; MAROTZKE, J. The contribution of eastern-boundary density variations to the Atlantic meridional overturning circulation at 26.5N. OCEAN SCIENCE (OS), 2010, vol. 6, p. 475 - 490. DOI: 10.5194/os-6-475-2010.